# Eunoe barbata
Eunoe barbata är en ringmaskart som beskrevs av Moore 1910. Eunoe barbata ingår i släktet Eunoe och familjen Polynoidae. Inga underarter finns listade i Catalogue of Life.